# Ambrose Ransom Wright
Ambrose Ransom Wright (26 avril 1826 - 21 décembre 1872) est un avocat, politicien de Géorgie, et général confédéré lors de la guerre de Sécession.

## Avant la guerre
Wright, connu par le surnom de « Rans », naît à Louisville, en Géorgie. Il étudie le droit sous la tutelle du gouverneur et sénateur Herschel V. Johnson, qui devient plus tard son beau-frère, et est admis au barreau. Il devient politiquement important, même s'il est candidat malheureux à la législature de Géorgie et au congrès des États-Unis. Il est électeur présidentiel pour Millard Fillmore en 1856, un partisan de John Bell et Edward Everett en 1860, et commissaire de la Géorgie au Maryland en 1861.

## Guerre de Sécession
Au début de la guerre de Sécession, Wright s'enrôle comme soldat dans la milice de Géorgie, mais il est promu colonel du 3 rd Georgia Infantry le 18 mai 1861, et sert en Caroline du Nord et en Géorgie jusqu'à l'été 1862 et remporte une victoire pour la Confédération lors de la bataille de South Mills en Caroline du Nord en avril 1862. En mai, Wright part avec son régiment en Virginie et combat lors de la bataille de Seven Pines au sein de la brigade du brigadier général Albert G. Blanchard. Blanchard est relevé de son commandement par la suite en raison de mauvaises performances et Wright le remplace, étant promu brigadier général.
Les géorgiens de Wright font une performance distinguée dans l'armée de Virginie du Nord de la bataille des Sept Jours jusqu'au siège de Petersburg. Il est grièvement blessé lors de la bataille d'Antietam en 1862 et à Chancellorsville en 1863.
Lors de la bataille de Gettysburg, la brigade de Wright, au sein de la division du major général  Richard H. Anderson du troisième corps du lieutenant général. A. P. Hill, percent les défenses de l'Union sur Cemetery Ridge, le 2 juillet 1863. Son commandement repousse la force de l'Union et capture vingt pièces d'artillerie, avant d'être contraint à l'abandon par manque de soutien.
En date du 26 novembre 1864, Wright est nommé major-général avec une commission temporaire (qui n'est pas rendu permanent) et reçoit l'ordre de partir pour la Géorgie, où il exerce son commandement jusqu'à la fin de la guerre.

## Après la guerre
En 1863, il est élu au sénat de l'État de Géorgie et le président de cet organe par contumace. Reprenant sa pratique du droit après la fin des hostilités, il achète le journal Augusta Chronicle & Sentinel en 1866, et, en 1871, est défait pour nomination à la candidature démocrate pour le Sénat des États-Unis. L'année suivante, le général Wright est un délégué à la fois pour les conventions démocrates de l'état et nationale et est élu à la chambre des représentants des États-Unis, mais il meurt à Augusta, en Géorgie, avant de prendre son siège. Lors d'une élection pour combler le poste vacant, Alexander Stephens est élu pour être son successeur. Le général Wright est enterré dans le cimetière de Magnolia (anciennement la cimetière de la ville), à Augusta.